# 沃本修道院
沃本修道院 （Woburn Abbey）(/ˈwoʊbərn/)是英國的一座鄉村別墅。位於英格蘭貝德福德郡沃本附近，是貝德福德公爵的邸宅。雖然現今沃本修道院仍是公爵的家庭住宅，但它在特定的日子會對外開放給遊客參觀。開放參觀的部分除了修道院本身之外，還包括周遭的英式庭園和鹿園（由园林設計師汉弗莱·雷普顿所設計）。近年還多追加了沃本野生動物園、微型鐵路等景點。

## 歷史
沃本修道院的前身是一座熙篤會修道院，始建於1145年 。亨利八世從修道院居民那獲得了地權後，又於1547年將修道院賜給了寵臣約翰·羅素，第一代貝德福德伯爵，此後它便成為羅素家族和貝德福德公爵的地產。1744年，在第四代貝德福德公爵那時，修道院經建築師亨利·福利克洛福特和亨利·霍蘭德之手進行了大幅度的重建。
1955年，修道院首次對普通公眾開放。

## 外部連結
- 官方網站 （页面存档备份，存于）
- 沃本修道院古典文物收藏 （页面存档备份，存于）
- 沃本修道院和羅素家族
- 沃本修道院的地圖資料